# 下苏茨巴克
下苏茨巴克（法語：Niedersoultzbach，发音：[nidəʁsult͡sbak] 或 [nidəʁsult͡sbax]；德语：Niedersulzbach），或纯音译作尼德苏茨巴克，是法国下莱茵省的一个市镇，属于萨韦尔讷区和英维莱尔县（Ingwiller）。该市镇总面积4.19平方公里，2009年时的人口为254人。

## 地名
该地名Niedersoultzbach来源于德语Niedersulzbach，前缀“Nieder-”在德语中意为“下”，且该地与上苏茨巴克（Obersoultzbach，前缀“Ober-”在德语中意为“上”；此地或纯音译作“欧伯苏茨巴克”）相连。

## 人口
下苏茨巴克人口变化图示